# Balai Pustaka
Balai Pustaka  (littéralement « maison du livre ») est une entreprise publique d'édition littéraire indonésienne ayant publié des œuvres importantes de la littérature indonésienne telles que Salah Asuhan, Sitti Nurbaya ou encore Layar Terkembang. Son siège social est situé à Jakarta.
Elle a été créée par le gouvernement colonial hollandais en 1917 sous le nom de Kantoor voor de Volkslectuur. Elle est passée sous contrôle de l'État indonésien lors de la révolution nationale indonésienne. En 2011, Balai Pustaka a été placée en liquidation judiciaire.

## Histoire
Le 14 septembre 1908, le gouvernement colonial hollandais fonda la Commission pour les insulaires en faveur de l'éducation et de la lecture (en néerlandais : Commissie voor de Inlandsche School en Volkslectuur) dont le nom fut abrégé plus tard en Commission pour la lecture (Commissie voor de Volkslectuur). Avec la fondation Boedi Oetama, cette commission avait pour objectif d'apporter une éducation formelle aux Indonésiens de souche.
À cette époque, il existait plusieurs titres de presse libre dans différentes langues. Ces publications étaient hors du contrôle du gouvernement colonial et été considéré par celui-ci comme dangereux pour la morale publique. Pour pouvoir proposer des « lectures appropriées aux Indonésiens de souche », la Commission est devenue, en 1917, Bureau pour la lecture populaire (Kantoor voor de Volklectuur). C'est en 1908 que ce dernier fut rebaptisé Balai Pustaka.

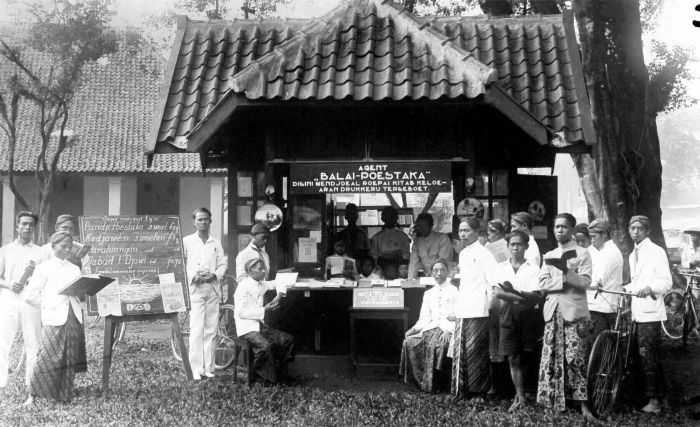
Un kioske Balai Pustaka à Purwokerto (année inconnue)

Dans les premiers temps, Balai Pustaka s'est concentré sur l'édition de traductions en malais de romans occidentaux comme Les Aventures de Tom Sawyer, Le Dernier des Mohicans ou encore Sans famille. Furent également publiées des nouvelles originales en malais telles que Penghibur Hati. En 1920, l'éditeur publia son premier roman original : Azab dan Sengsara.
L'éditeur pratiquait une censure sur les œuvres et bloquait leur parution jusqu'à ce que les auteurs accèdent à leurs exigences, ce qui fut par exemple le cas avec le roman Salah Asuhan. Il requérait également l'usage du malais formel ce qui le forçait à publier majoritairement des auteurs de Sumatra.
Durant la Seconde Guerre mondiale et la révolution indonésienne, l'entreprise passa d'abord aux mains du Japon après la reddition des Hollandais puis retourna aux Pays-Bas en juin 1947 avant d'être rattachée au nouveau gouvernement indonésien quand l'indépendance du pays fut reconnue.
Actuellement, Balai Pustaka est une entreprise publique. En dehors de la publication de livres, elle est responsable de l'impression des examens scolaires nationaux pour l'éducation secondaire, les écoles de commerce et les écoles élémentaires. L'entreprise a été mise en liquidation judiciaire en 2011.

## Controverse
Balai Pustaka, à l'époque du gouvernement colonial hollandais, a été critiqué pour sa politique de censure. Le choix du malais comme langue unique d'édition a été perçu comme étant un moyen de créer des divisions entre les ethnies indonésiennes.

## Quelques publications notables
Romans
- 1920 - Azab dan Sengsara (« Douleur et Souffrance ») de Merari Siregar
- 1922 - Habis Gelap Terbitlah Terang (« Après les ténèbres, la lumière est née ») de R.A. Kartini (d'après Door Duisternis tot Licht d'Armijn Pane)
- 1922 - Sitti Nurbaya de R.A. Kartini
- 1928 - Salah Pilih (« Mauvais Choix ») de Nur Sutan Iskandar
- 1936 - Layar Terkembang (« La Voile se déroule ») de Sutan Takdir Alisjahbana
- 1949 - Atheis (« Athée ») d'Achdiat Karta Mihardja

Recueil de nouvelles
- 1936 - Dari Ave Maria ke Jalan Lain ke Roma (« D'Ave Maria à une autre route pour Rome ») d'Idrus